# SV Grödig
SV Grödig é uma equipe austríaca de futebol com sede em Grödig. Disputa a primeira divisão da Áustria (Austrian Bundesliga).
Seus jogos são mandados no Untersberg-Arena, que possui capacidade para 4.128 espectadores.

## História
O SV Grödig foi fundado em 20 de Março de 1948. 

## Elenco atual
Atualizado em 5 de agosto de 2015.
Legenda
- : Capitão
- : Jogador suspenso
- : Jogador lesionado

## Títulos
- Segunda Divisão Austríaca 2013-2014

## Treinadores
- Miroslav Bojčeski (20 Aug 2005 – 30 June 2006)
- Eduard Glieder (1 July 2006 – 30 June 2007)
- Heimo Pfeifenberger (1 July 2007 – 12 Dec 2008)
- Miroslav Bojčeski (14 Dec 2008 – 30 June 2009)
- Michael Brandner (1 July 2009 – 26 March 2010)
- Johann Davare (interim) (26 March 2010 – 3 April 2010)
- Heimo Pfeifenberger (4 April 2010 – 30 May 2012)
- Adi Hütter (1 June 2012 – 31 May 2014)
- Michael Baur (1 June 2014–15)
- Peter Schöttel (17 June 2015–16 May 2016)
- Andreas Fötschl (July 1 2016–)